# Bharatpur, Rajasthan
Bharatpur là một thành phố và là nơi đặt hội đồng đô thị (municipal council) của quận Bharatpur thuộc bang Rajasthan, Ấn Độ.

## Địa lý
Bharatpur có vị trí 27°13′B 77°29′Đ / 27,22°B 77,48°Đ Nó có độ cao trung bình là 183 mét (600 foot).

## Nhân khẩu
Theo điều tra dân số năm 2001 của Ấn Độ, Bharatpur có dân số 204.456 người. Phái nam chiếm 54% tổng số dân và phái nữ chiếm 46%. Bharatpur có tỷ lệ 66% biết đọc biết viết, cao hơn tỷ lệ trung bình toàn quốc là 59,5%: tỷ lệ cho phái nam là 75%, và tỷ lệ cho phái nữ là 56%. Tại Bharatpur, 15% dân số nhỏ hơn 6 tuổi.